# Black Arrow
Black Arrow (nazwa pisana oficjalnie wielkimi literami: BLACK ARROW) – brytyjska rakieta nośna. Zbudowano ją w latach sześćdziesiątych i wykorzystano podczas czterech lotów w latach 1969–1971. Jej ostatni lot był pierwszym udanym lotem orbitalnym przeprowadzonym przez Wielką Brytanię, podczas którego satelita Prospero został umieszczony na niskiej orbicie okołoziemskiej.
Black Arrow powstała w trakcie badań prowadzonych przez Royal Aircraft Establishment nad rakietami nośnymi w oparciu o rakietę Black Knight. Projekt został autoryzowany w 1964 roku. Początkowo rakieta konstruowana była przez brytyjską spółkę Saunders-Roe, a potem – w wyniku fuzji – przez spółkę Westland Aircraft.
Black Arrow była trójstopniową rakietą, zasilaną naftą RP-1 i stężonym nadtlenkiem wodoru. Wycofano ją już po czterech lotach na rzecz amerykańskich rakiet Scout, które Ministerstwo Obrony uznało za tańsze niż utrzymanie projektu Black Arrow.

## Budowa
Black Arrow powstała w wyniku oferty Royal Aircraft Establishment, dotyczącej budowy rakiety zdolnej do umieszczenia na niskiej orbicie okołoziemskiej ładunku o wadze 144 kg w celu testowania systemów zaprojektowanych dla większych statków kosmicznych. Jesienią 1964 roku program został autoryzowany przez Juliana Amery’ego, ministra lotnictwa z Partii Konserwatywnej. Jednak w następstwie październikowych wyborów nowy rząd Partii Pracy zaniechał projektu, by zmniejszyć wydatki.
Po kolejnych wyborach rząd zaakceptował kontynuację programu, wprowadzając jednak kilka zmian, w tym redukcję ilości testów z pięciu do trzech lotów. Na pierwszy start rakiety wybrano rok 1968.
Większość technologii i systemów wykorzystywanych w Black Arrow opracowano lub sprawdzono już wcześniej podczas lotów na rakiecie Black Knight i pocisku rakietowym Blue Steel. W celu ułatwienia produkcji i zmniejszenia jej kosztów Black Arrow zaprojektowano tak, aby wykorzystywała jak najwięcej technologii z wcześniejszych programów. Ponadto wielu członków kadry kierowniczej programu Black Knight przeniosło się bezpośrednio do programu Black Arrow, w tym główny naukowiec ds. pocisków Roy Dommett, główny konstruktor Ray Wheeler i zastępca głównego konstruktora John Underwood.
Początkowo budową rakiety zarządzała spółka Saunders-Roe, która w 1964 roku połączyła się w Westland Aircraft. Westland był później głównym wykonawcą programu Black Arrow. Zamontował pierwszy i drugi stopień rakiety w East Cowes na wyspie Isle of Wight. Spółka Bristol Siddeley wyprodukowała silniki do pierwszego i drugiego członu we wsi Ansty w hrabstwie Warwickshire. Wypróbowano je w jeszcze w fabryce, a następnie przetransportowano na Isle of Wight i umieszczono w rakiecie. Po raz kolejny silniki pierwszego członu wystrzelono w High Down. Bristol Aerojet wyprodukował w Somerset trzeci stopień, a przedsiębiorstwo Explosive Research and Development Establishment wyprodukowało dla niego silnik wykorzystujący paliwo stałe w Waltham Abbey w hrabstwie Essex. Za projekt i połączenie członu odpowiedzialny był zakład Rocket Propulsion Establishment z siedzibą w Westcott w hrabstwie Buckinghamshire.
Rakietę nazwano zgodnie z polityką „Tęczowych Kryptonimów” (Rainbow Codes), wprowadzoną przez Ministerstwo Zaopatrzenia, według której programy badawcze przeprowadzane przez Brytyjskie Siły Zbrojne miały otrzymywać nazwy składające się z koloru i rzeczownika.

## Rakieta

Przekrój rakiety, ukazujący położenie zbiorników na paliwo i utleniacz, silników i trzeciego członu w osłonie.

Pierwszy i drugi człon Black Arrow zasilane były naftą RP-1, spalaną z użyciem stężonego nadtlenku wodoru jako utleniacza. W porównaniu z wieloma ówczesnymi systemami rakietowymi w Black Arrow wymagany był większy zbiornik na utleniacz, ponieważ optymalne proporcje mieszaniny utleniacza i paliwa wynosiły w niej około 7:1. Zbiorniki na utleniacz zlokalizowane były poniżej zbiorników paliwa zgodnie z praktyką umieszczania gęstszego materiału napędowego na dole rakiety tak, aby obniżyć środek masy i ułatwić sterowanie rakietą. Takie rozmieszczenie zapoczątkowały Niemcy i Stany Zjednoczone, z kolei Związek Radziecki umieszczał zbiorniki na utleniacz powyżej zbiorników paliwa, dzięki czemu te położone niżej mogły być uzupełniane jako pierwsze.
Aby zapewnić kontrolę nad położeniem i wysokością pierwszych dwóch członów, w rakiecie zastosowano ciąg wektorowany. Osiem komór spalania pierwszego członu ułożono w parach, stosując zawieszenie kardanowe, dzięki któremu mogły poruszać się w dowolnym kierunku wzdłuż osi. Dwie z tych par ułożono prostopadle do pozostałych, więc kiedy wszystkie były używane, umożliwiały kontrolę kąta pochylenia maszyny. Drugi człon zawierał dwie komory spalania, które – z wykorzystaniem zawieszenia kardanowego – poruszały się wzdłuż dwóch osi, zapewniając taki sam poziom kontroli. Po odłączeniu drugiego członu, gdy maszyna poruszała się już ruchem swobodnym, kontrolowano ją za pomocą systemu sterowania reakcyjnego. Trzeci człon nie zawierał systemu kontrolowania położenia – był stabilizowany ruchem obrotowym.
Pierwszy człon zasilano pojedynczym silnikiem Gamma 8, który pracował przez 127 sekund. Był to ośmiokomorowy silnik, pochodzący od silnika Gamma 301, używanego w rakiecie Black Knight. Liczył 6,9 m długości, a jego średnica wynosiła 2 m, podobnie jak średnica francuskiej Coralie, użytej jako drugi człon rakiety Europa. W Black Arrow zastosowano tę samą średnicę co w Coralie, żeby zachować zgodność z rakietą Blue Streak, która stanowiła pierwszy człon Europy. To pozwoliłoby na zwiększenie ładunku użytecznego Black Arrow i umożliwiłoby Wielkiej Brytanii użycie pierwszego członu Black Arrow jako wsparcia dla Coralie. Z tego względu wszystkie wymiary w oryginalnej dokumentacji podano w jednostkach obowiązujących w Wielkiej Brytanii, nie licząc średnicy pierwszego członu, którą podano w metrach.
Pierwszy i drugi człon połączono międzystopniową konstrukcją, zawierającą cztery silniki Siskin II, odpowiedzialne za separację, i niewielkie, osobno napędzane silniki używane przed zapłonem silnika głównego. Oddzielały się i zapalały siedem sekund po tym, jak odłączano pierwszy stopień rakiety. Konstrukcja międzystopniowa oddzielała się od drugiego członu sześć sekund później. Drugi człon, liczący 2,9 m długości i 1,37 m średnicy, zasilany był przez dwukomorowy silnik Gamma 2, który zapalał się na krótko po silnikach odpowiedzialnych za separację, i pracował przez 123 sekundy. Trzy minuty po starcie, w trakcie zapłonu drugiego członu rakiety, odrzucano osłonę ładunku użytecznego.

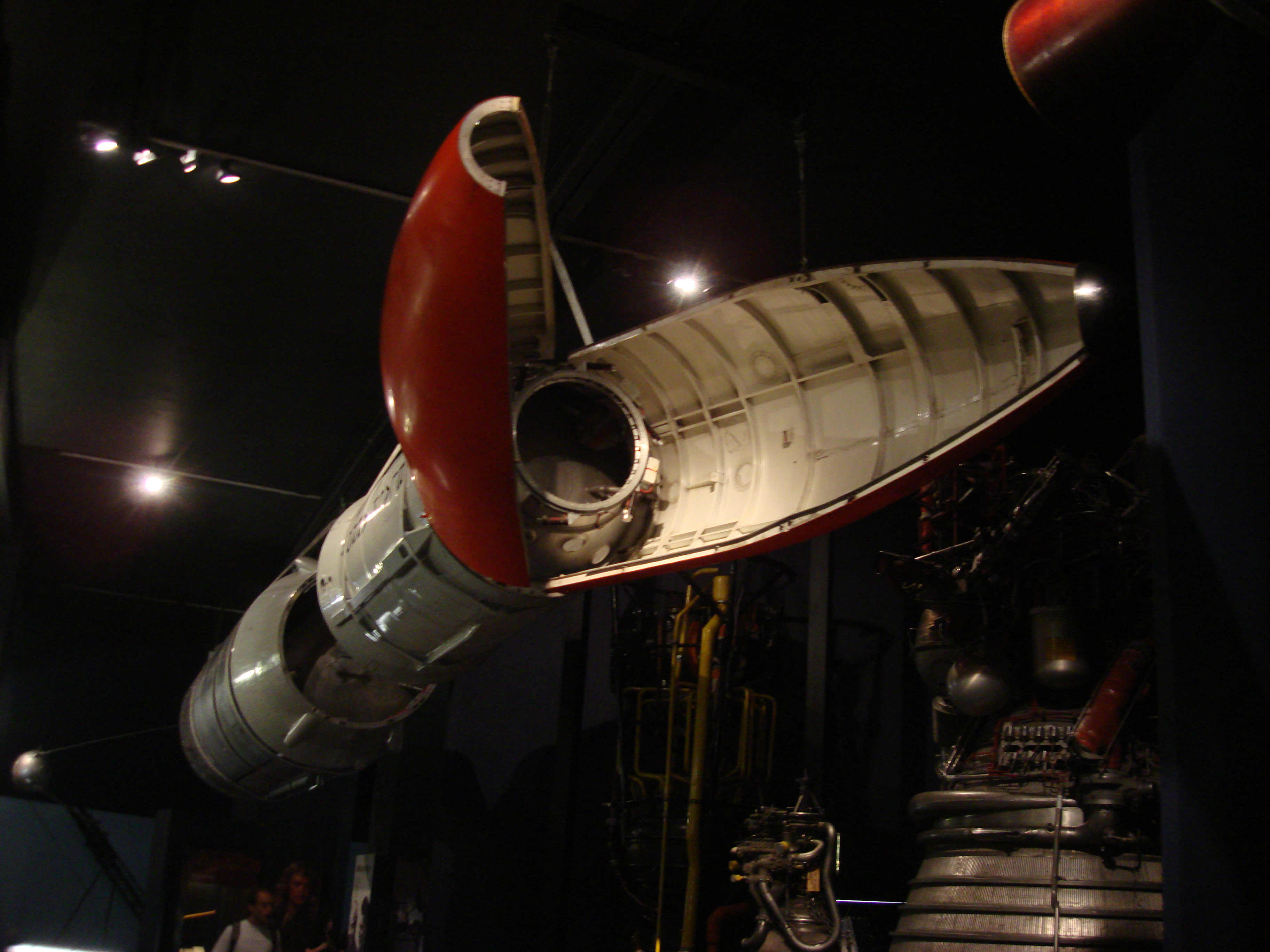
Dwa pierwsze człony i otwarta osłona ładunku użytecznego lotu R4 na wystawie w Muzeum Nauki w Londynie.

Po około 257 sekundach lotu oddzielano drugi człon, a rakieta rozpoczynała ruch swobodny, osiągając apogeum. Natychmiast po separacji podnoszono ciśnienie w systemie kontroli położenia i wysokości drugiego członu. Podczas ruchu swobodnego za pomocą systemu kontroli położenia i wysokości utrzymywano odpowiednie ukierunkowanie na separację trzeciego członu. Pod koniec fazy bezwładności przyśpieszano ruch obrotowy trzeciego członu do trzech herców (180 obrotów na minutę) za pomocą sześciu rakiet Imp. Pięć sekund później oddzielano trzeci człon, który zapalał się po kolejnych 10 sekundach ruchu swobodnego. Trzeci człon był rakietą Waxwing na paliwo stałe i pracował przez 55 sekund.
Po nieco ponad minucie od wypalenia się paliwa w trzecim członie oddzielano ładunek użyteczny i wykorzystywano gazogeneratory, aby oddalić od siebie statek kosmiczny i wystrzelony górny człon. Zwłoka pomiędzy wypaleniem silnika a separacją miała na celu zmniejszenie ryzyka ponownego kontaktu górnego członu z ładunkiem użytecznym, czemu zagrażała pozostała siła ciągu. Mimo to, po separacji statku kosmicznego, w trakcie lotu R3, górny człon zderzył się z satelitą Prospero, uszkadzając jedną z anten komunikacyjnych statku. Jednak statek nadal mógł z powodzeniem ukończyć misję. W locie R3 wznoszenie się trwało 710 sekund (11,8 min) od startu do separacji statku kosmicznego.
Aby zwiększyć pojemność ładunku użytecznego, zaproponowano budowę kilku jednostek pochodnych od Black Arrow, choć żadna nie doczekała się konstrukcji. Jedna z propozycji sugerowała dodanie do pierwszego członu ośmiu silników startowych – miały to być silniki Raven z programu Skylark. Sugerowano również umieszczenie całej rakiety na pocisku Blue Streak, a także zmianę silników Gamma na mocniejsze silniki Larch.

## Loty

Schemat kolorów użyty we wszystkich lotach oprócz lotu R0. Na pierwszym członie znajdują się paski umożliwiające identyfikację, a jaskrawy kolor osłony ładunku zwiększa widoczność.

W latach 1969–1971 wystrzelono cztery rakiety Black Arrow. Pierwsze dwa loty było tylko demonstracyjne, w których trzeci człon i ładunek nie spełniały żadnych funkcji, a służyły samym tylko testom. W trakcie pierwszego lotu awaria elektryczna spowodowała, że komory spalania pierwszego członu obracały się tam i z powrotem. Rakieta kołysała się niepewnie, zanim jeszcze opuściła płytę, a około minuty później zaczęła się rozpadać. Silnik pierwszego członu zawiódł, po czym rakieta zaczęła opadać z powrotem na ziemię i została zniszczona przez system bezpieczeństwa. Drugi lot zakończył się sukcesem. Pierwszy kompletny lot rakiety odbył się dopiero za trzecim razem, 2 września 1970 roku. Była to pierwsza brytyjska próba wystrzelenia satelity. Nie udała się ze względu na wyciek w systemie zwiększania ciśnienia utleniacza, który spowodował jego zbyt wczesne wyłączenie się. Trzeci człon wystrzelił, ale rakieta nie dotarła na orbitę. Weszła ponownie w atmosferę nad Zatoką Karpentaria. Czwarty lot z powodzeniem wyniósł satelitę Prospero na orbitę, dzięki czemu Wielka Brytania została szóstym krajem, któremu udało się wynieść satelitę na orbitę za pomocą rakiety nośnej skonstruowanej w kraju. Satelita, zwany także X-3, zyskał nazwę Prospero na cześć bohatera sztuki szekspirowskiej Burza. Nazwę wybrano jako aluzję do wydarzeń, mających miejsce w samej sztuce, w której magik Prospero rezygnuje ze swych mocy. Zanim zakończono program Black Arrow, planowano nadać satelicie nazwę Puck na cześć bohatera Snu nocy letniej.
Wszystkie cztery loty zrealizowano ze Strefy Lotów 5B (Launch Area 5B) w Strefie Zakazanej w Woomera (Woomera Prohibited Area) w Australii, której używano wcześniej jako terenu testowego dla rakiety Black Knight. W trakcie budowy rozważano także strefy lotów na Barbadosie, w Uist w Szkocji i w Norfolku. Uist odrzucono ze względu na jego dalekie położenie, a Norfolk – ponieważ istniało ryzyko, że odrzucone człony rakiety mogłyby spaść na platformę wiertniczą na Morzu Północnym.
| Numer seryjny | Data i czas startu (GMT)    | Ładunek użyteczny | Rezultat        | Uwagi                                                                          |
| ------------- | --------------------------- | ----------------- | --------------- | ------------------------------------------------------------------------------ |
| R0            | 27 czerwca 1969, 22:58      | Brak              | Lot nieudany    | Suborbitalny test pierwszego i drugiego członu. Uszkodzenie ciągu wektorowego. |
| R1            | 3 marca 1970, 21:15         | Brak              | Lot udany       | Suborbitalny test pierwszego i drugiego członu.                                |
| R2            | 2 września 1970, 00:34      | Orba              | Lot nieudany    | Niepowodzenie przy podnoszeniu ciśnienia w drugim członie.                     |
| R3            | 28 października 1971, 04:09 | Prospero          | Lot udany       | Rakieta dotarła na orbitę okołoziemską                                         |
| R4            | Nie wystrzelona             | Nie wystrzelona   | Nie wystrzelona | Zachowana w Muzeum Nauki w Londynie                                            |

## Zakończenie projektu

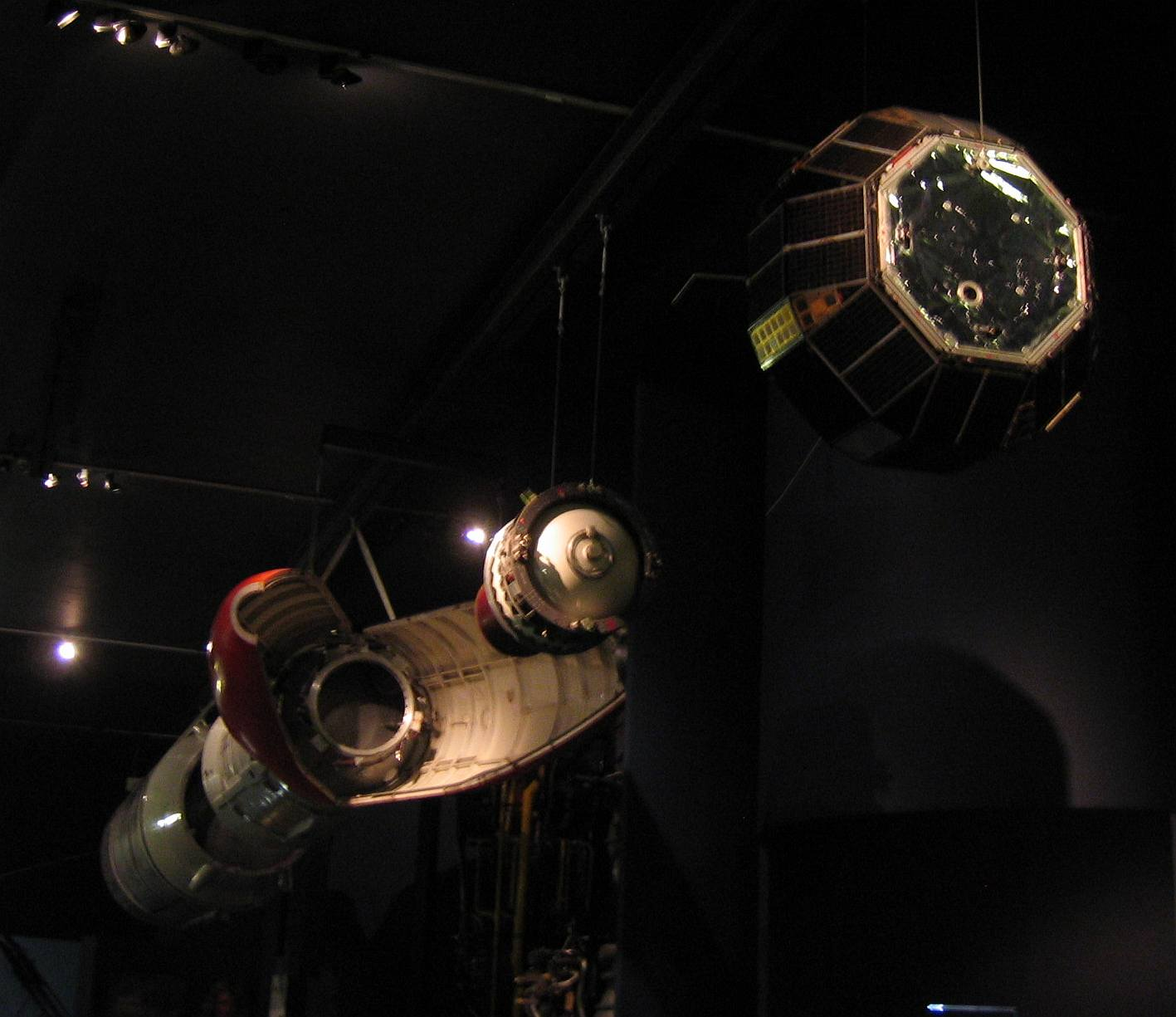
Rakieta Black Arrow R4 na wystawie w Muzeum Nauki w Londynie: oddzielone człony i osłona i makieta satelity Prospero.

Minister stanu ds. handlu i przemysłu, Frederick Corfield, ogłosił zakończenie projektu Black Arrow w Izbie Gmin dnia 29 lipca 1971 roku. Ponieważ przetransportowano już rakietę R3 na teren startu, a drugi człon przywieziono trzy dni wcześniej, zezwolono na start rakiety.
Program został zakończony ze względów ekonomicznych. Minister obrony uznał, że tańsze dla przyszłych lotów będzie użycie amerykańskiej rakiety Scout, która miała podobną pojemność ładunku użytecznego. Przed zakończeniem projektu Black Arrow NASA zaoferowała wyniesienie brytyjskich ładunków użytecznych na orbitę za darmo, ale odrzucono tę ofertę w następstwie decyzji o zakończeniu projektu.
Ostatnią ukończoną rakietą Black Arrow była rakieta R4, która nie doczekała się lotu i została zachowana w Muzeum Nauki w Londynie razem z zapasową kopią satelity Prospero. W Parku Rakiet (Rocket Park) w Woomera znalazła się replika rakiety Black Arrow. Co więcej, pozostałości pierwszego członu rakiety R3 znaleziono na farmie hodowlanej bydła Anna Creek Station w Australii, po czym wystawiono je jako eksponat w parku (Memorial Park) w australijskim mieście William Creek.

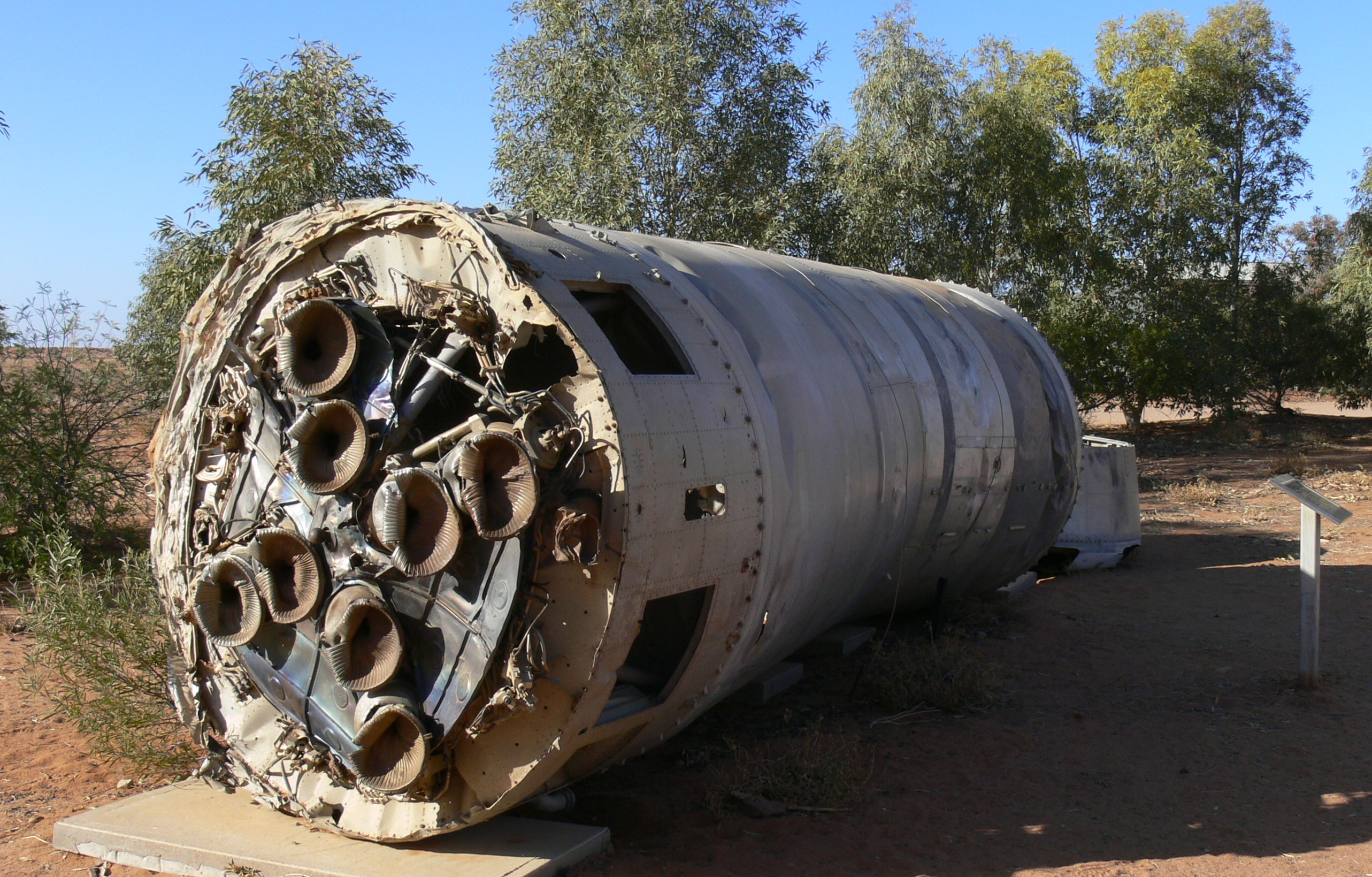
Pierwszy człon rakiety Black Arrow R3 po powrocie na ziemię został umieszczony na wystawie w William Creek.

Wszystkie obiekty na terenie w Woomera, z którego startowała rakieta, zostały zburzone w ciągu roku od ostatniego lotu, a połowę inżynierów pracujących nad programem zwolniono. Satelita X-4, który miał zostać wyniesiony na orbitę rakietą Black Arrow R4, 9 marca 1974 roku został ostatecznie wystrzelony przez amerykańską rakietę Scout D-1, startującą z płyty w Space Launch Complex 5 w kalifornijskiej bazie Sił Powietrznych Stanów Zjednoczonych Vandenberg.
Na rok 2011 Wielka Brytania jest jedynym krajem, który z powodzeniem opracował, a potem porzucił możliwość wystrzeliwania satelity na orbitę. Pozostałe kraje, którym udało się wypracować podobne możliwości, utrzymały je w ramach własnych programów kosmicznych lub – tak jak w przypadku Francji – w ramach udziału w programie Ariane.